# Supergroupe du Karoo
| Période                                          | Groupe            | Formation à l'ouest du 24°E | Formation à l'est du 24°E | Strate (cénozone) |
| ------------------------------------------------ | ----------------- | --------------------------- | ------------------------- | ----------------- |
| Jurassique                                       | Drakensberg       | Hiatus                      | Drakensberg               |                   |
| Jurassique                                       | Stormberg         | Hiatus                      | Clarens                   |                   |
| Trias                                            | Stormberg         | Hiatus                      | Elliot                    |                   |
| Trias                                            | Stormberg         | Hiatus                      | Molteno                   |                   |
| Trias                                            | Beaufort          | Hiatus                      |                           |                   |
| Trias                                            | Burgersdorp       | Hiatus                      | Cynognathus (en)          |                   |
| Trias                                            | Katberg           | Hiatus                      | Lystrosaurus (en)         |                   |
| Trias                                            | Balfour           | Hiatus                      |                           |                   |
| Permien                                          | Dicynodon (en)    | Hiatus                      |                           |                   |
| Permien                                          | Teekloof          |                             |                           |                   |
| Permien                                          | Cistecephalus     |                             |                           |                   |
| Permien                                          | Middleton         |                             |                           |                   |
| Permien                                          | Tropidostoma (en) |                             |                           |                   |
| Permien                                          | Pristerognathus   |                             |                           |                   |
| Permien                                          | Abrahams-Kraal    | Koonap                      |                           |                   |
| Permien                                          | Abrahams-Kraal    | Koonap                      | Tapinocephalus (en)       |                   |
| Permien                                          | Abrahams-Kraal    | Koonap                      | Eodicynodon (en)          |                   |
| Permien                                          | Ecca              | Waterford                   | Waterford                 |                   |
| Permien                                          | Ecca              | Tierberg / Fort Brown       | Fort Brown                |                   |
| Permien                                          | Ecca              | Laingsburg / Ripon          | Ripon                     |                   |
| Permien                                          | Ecca              | Collingham                  | Collingham                |                   |
| Permien                                          | Ecca              | White Hill                  | White Hill                |                   |
| Permien                                          | Ecca              | Prince Albert               | Prince Albert             |                   |
| Carbonifère                                      | Dwyka             | Elandsvlei                  | Elandsvlei                |                   |
| Références : Rubidge 2005, Selden et Nudds 2011. |                   |                             |                           |                   |

Le supergroupe du Karoo est l'unité stratigraphique la plus importante de l'Afrique au sud du Kalahari. Il est constitué d'une succession de dépôts, pour la plupart « non-marins », s'étant produits du Carbonifère supérieur au Jurassique inférieur, durant une période d'environ 120 millions d'années.
Les roches du supergroupe du Karoo sous-tendent presque les deux-tiers de la surface de l'Afrique australe : le Lesotho, presque tout l'État-Libre et de larges parties des provinces sud-africaines du Cap-Oriental, du Cap-du-Nord, du Mpumalanga et du KwaZulu-Natal. Le supergroupe du Karoo affleure aussi en Namibie, Swaziland, Zimbabwe, Zambie et Malawi ainsi que sur les autres continents qui firent partie du Gondwana,. La localité-type est le Grand Karoo en Afrique du Sud, où sont visibles les affleurements les plus étendus de la séquence,. Ses couches sédimentaires sont principalement composées de shales et de grès, elles témoignent d'une séquence presque continue de dépôts glaciaires marins et terrestres du Pennsylvanien jusqu'au Jurassique inférieur. Les sédiments se sont accumulés dans un bassin appelé « bassin principal du Karoo ». Ce dernier a été formé par la subduction et l'orogenèse qui se sont produites le long de la bordure sud de ce qui est actuellement l'Afrique du Sud, au sud du Gondwana. Les sédiments atteignent une épaisseur maximale cumulée de 12 km, la couche supérieure de laves basaltiques (le groupe du Drakensberg) faisant 1,4 km d'épaisseur
Les fossiles comprennent des plantes (à la fois des macro-fossiles et du pollen), quelques rares insectes et poissons, divers tétrapodes communs (principalement des reptiles théraspides), des amphibiens temnospondyles et, dans les couches supérieures, des dinosaures et des traces fossiles d'activité biologique. Leur biostratigraphie a été utilisée comme norme internationale pour les strates « non-marines » du Permien au Jurassique.

## Origine géologique

Une frise chronologique de l'histoire géologique de la Terre, avec une mise en avant des évènements de l'Afrique australe.
Le bloc vert marqué K, indique quand le supergroupe du Karoo s'est déposé, en relation avec le supergroupe du Cap, C, qui le précède immédiatement. Le W indique la sédimentation du supergroupe du Witwatersrand, beaucoup plus ancienne.
Le graphique indique également la période à laquelle se sont formés les formations ferrifères rubanées, indicateurs de la crise de l'oxygène. La croûte terreste a été totalement ou partiellement fondue durant l'éon Hadéen ; les roches les plus anciennes de la planète ont donc moins de 4 Ga. L'un des premiers micro-continents à se former fut le craton du Kaapvaal, lequel forme le soubassement de la partie nord-est de l'Afrique du Sud. L'assemblage et la fracture du Gondwana sont, au regard de l'histoire géologique de la Terre et de l'Afrique du Sud, des évènements relativement récents.

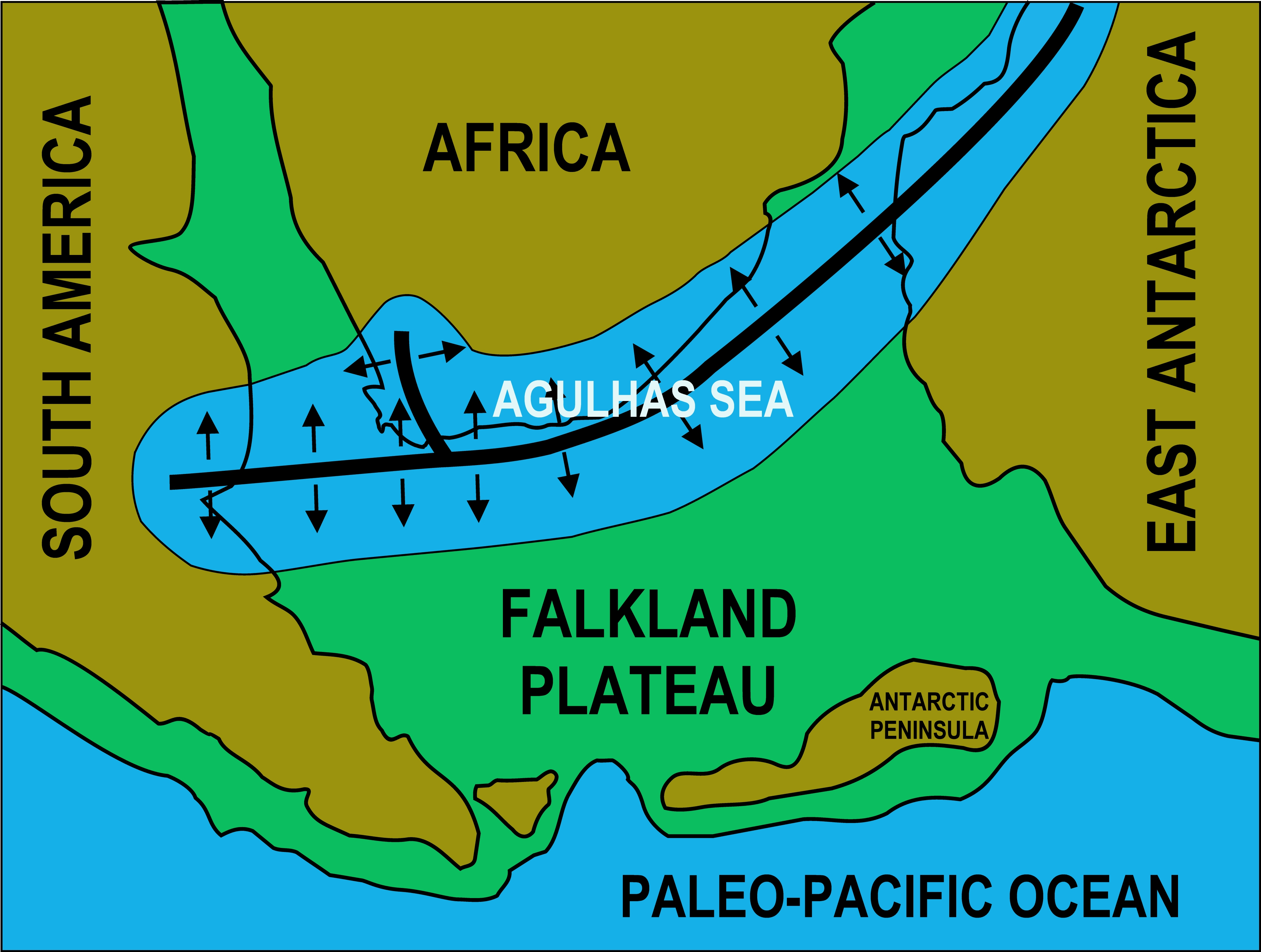
Le Gondwana méridional durant le Cambrien-Ordovicien. Les continents actuels, formés par la fracture du supercontinent, sont figurés en brun. Une faille se développe il y a environ 510 Ma, séparant l'Afrique austral du plateau des Falklands. L'inondation de la faille crée la mer d'Agulhas. Les sédiments qui s'accumulent dans cette mer peu profonde se consolident et forment le supergroupe du Cap puis se plissent pour former l'actuelle ceinture plissée du Cap,,. Cette partie du Gondwana était située de l'autre côté du pôle sud par rapport à la position actuelle de l'Afrique du Sud.

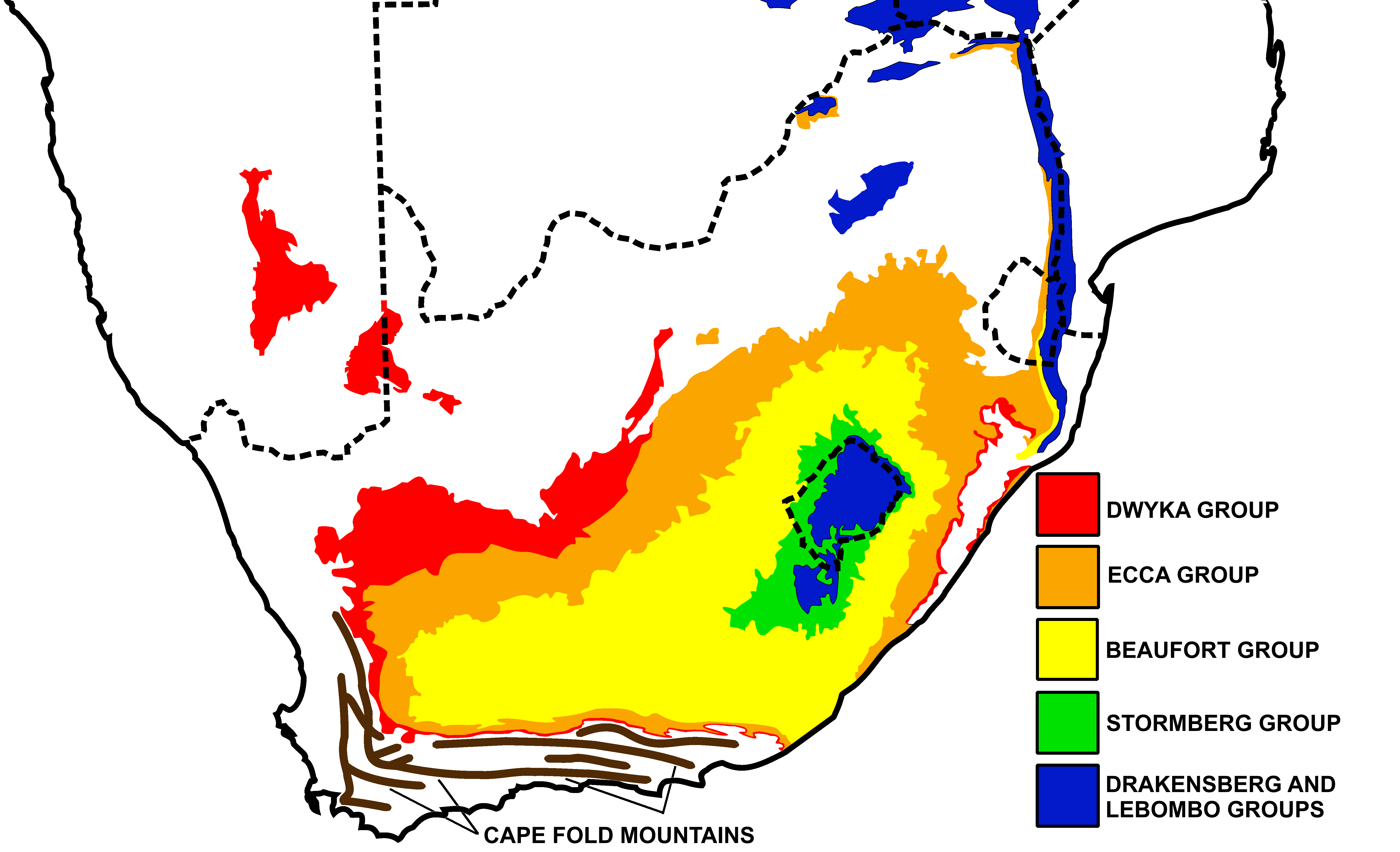
Carte schématique des affleurements du supergroupe du Karoo en Afrique australe. L'emplacement et la structure simplifiée de la ceinture plissée du Cap sont également représentés.

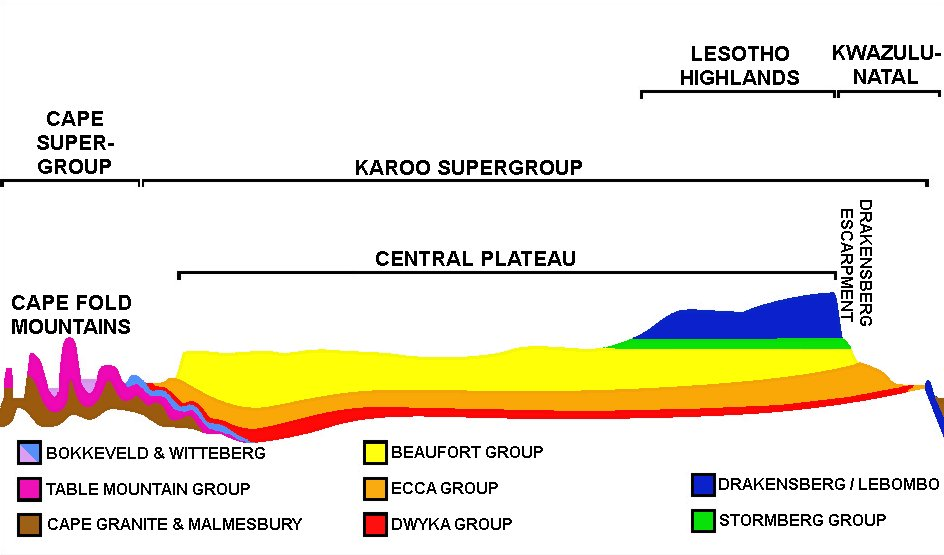
Coupe géologique SO-NE de l'Afrique du Sud, avec la péninsule du Cap (et la montagne de la Table) à gauche et le nord-est du KwaZulu-Natal à droite. Le diagramme n'est pas à l'échelle. Les codes couleur sont les mêmes que ceux des autres illustrations.

### Origines des dépôts sédimentaires
Il y a environ 510 Ma, une faille se développe dans le sud du Gondwana, au sud de l'Afrique australe ; elle s'étend à l'ouest en Amérique du Sud actuelle et, à l'est, jusqu'en Antarctique et, probablement, en Australie,,,. Une couche de 8 km d'épaisseur, nommée « supergroupe du Cap », s'accumule au fond de la faille. La fermeture de la vallée créée par la faille, qui commence il y a 330 Ma, résulte d'une subduction qui se produit à la bordure sud du Gondwana, et de la dérive subséquente du plateau des Falklands vers l'Afrique durant le carbonifère et le début du Permien. Après la fermeture de la vallée, et la compression du supergroupe du Cap qui donne une série de plissements parallèles orientés globalement est-ouest, la subduction continue de la plaque paléo-Pacifique sous le plateau des Falklands et la collision entre ce plateau et le sud de l'Afrique qui en résulte, fait surgir une immense chaîne de montagnes au sud de l'ancienne vallée. Le plissement du supergroupe du Cap forme le piémont nord de cette chaîne.
Le poids des montagnes du supergroupe des Falklands et du Cap cause l'affaissement de la croûte terrestre, créant un bassin arrière-arc qui, inondé, devient la mer du Karoo. La sédimentation de cette dernière, qui commence avec les dépôts glaciaires venus du nord et se poursuit avec ceux venus des montagnes des Falklands au sud, forme le supergroupe du Karoo,,.

### Le groupe de Dwyka

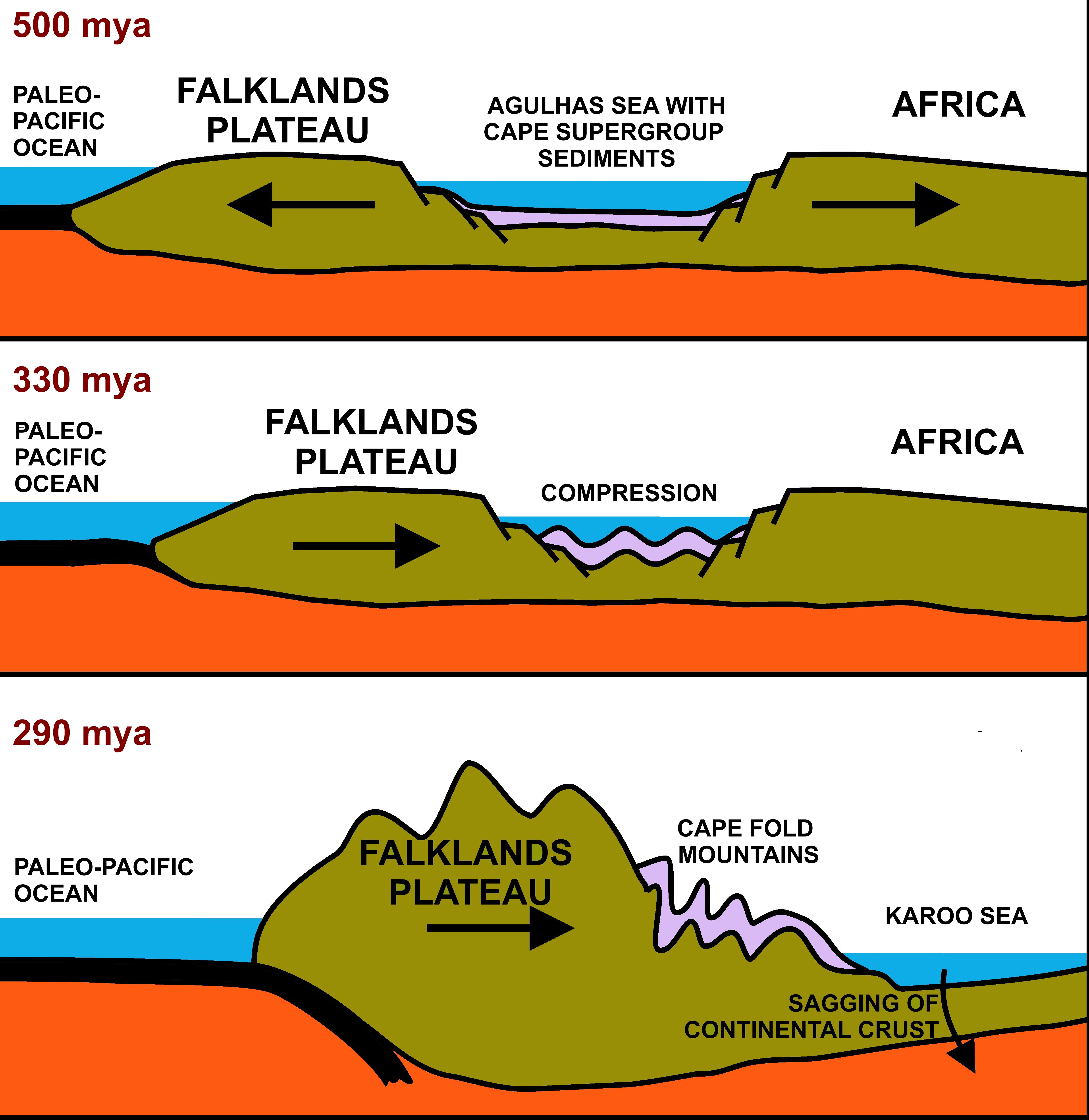
Une coupe nord-sud au travers de la mer d'Agulhas.
Les parties en brun sont les plaques continentales, la couche de couleur noire, sur la gauche, figure la plaque paléo-Pacifique, le rouge indique le manteau supérieur et le bleu les zones inondées ou les océans.
La figure du haut dépeint la situation il y a 510 Ma, avec les sédiments remplissant la mer d'Agulhas. La figure du milieu montre le plateau des Falklands dérivant vers le nord et fermant la mer d'Agulhas en plissant les sédiments. L'illustration du bas montre comment la subduction de la plaque paléo-Pacifique sous le plateau des Falklands, au début du Permien, fait surgir une importante chaîne de montagnes. Ces dernières se sont érodées, formant le « groupe de Beaufort ».

Il y a environ 330 Ma, le Gondwana dérive jusqu'au pôle Sud avec comme conséquence qu'un bouclier de glace de plusieurs kilomètres d'épaisseur couvre ce qui sera l'Afrique et d'autres parties du Gondwana,. Les dépôts glaciaires de ce bouclier sont les premiers à se déposer au nord de la ceinture plissée du Cap et, partiellement, sur les montagnes elles-mêmes. Le bassin est plus profond dans la partie immédiatement au nord de la ceinture plissée du Cap. À cet endroit, la nappe de glace flotte sur un lac intérieur, la mer intérieure du Karoo, dans laquelle les icebergs, détachés des glaciers et du bouclier de glace au nord, déposent de grandes quantités de boues et de rochers de diverses tailles et origines. Ce type de dépôt est appelé tillite. Plus au nord, le bouclier de glace surplombe la terre ferme ; il laisse des diamictites lors de sa fonte partielle, et des stries en balayant le substrat rocheux. Ces stries sont visibles près de Barkly West, dans la province du Cap du Nord en Afrique du Sud et sur le sol là où se trouve l'université du KwaZulu-Natal,. La couche de tillite, qu'on trouve sur une vaste zone comprenant l'Afrique du Sud, l'Inde et l'Amérique du Sud, est une preuve majeure à l'appui de la théorie de la dérive des continents. En Afrique du Sud cette couche est nommée « groupe de Dwyka » ; c'est le plus ancien et le plus profond des dépôts sédimentaires du supergroupe du Karoo,.

### Le groupe d'Ecca
La dérive continentale se poursuivant, le Gondwana s'éloigne du pôle Sud et les glaciers fondent, laissant une vaste mer intérieure qui couvre ce qui est de nos jours l'Afrique du Sud et les régions avoisinantes. Il est possible qu'elle ait une ouverture vers l'océan, à l'instar de la mer Noire, mais les effets des marées y sont faibles. Les rivières qui drainent les montagnes du Nord forment de larges deltas marécageux où les plantes du genre Glossopteris prolifèrent. Cette abondante végétation se transforme ultérieurement en tourbe puis en charbon. Les mines de charbon d'Afrique du Sud se trouvent là où étaient les rives nord de la mer du Karoo au début du Permien. Ce sont aujourd'hui les régions du Highveld et du KwaZulu-Natal,,.
Ces dépôts sédimentaires forment le « groupe d'Ecca ». Ils sont majoritairement composés de shales et s'étendent sur toute la surface de l'ancienne mer du Karoo ; les dépôts méridionaux ne contiennent pas de charbon, alors même que les rivières de la ceinture plissée du Cap avaient formé de petits deltas car, à l'époque, la végétation au sud est moins dense que sur les rives septentrionales de la mer intérieure. On trouve, dans ces dépôts du sud, des fossiles de reptiles, notamment de Mesosaurus. Ce reptile fossile, qu'on ne trouve qu'en Afrique australe et au Brésil, est une preuve paléontologique de l'existence du supercontinent du Gondwana,.
Les dépôts correspondant à la côte nord contiennent principalement des plantes fossiles, des pollens et des spores ainsi que des fossiles de céphalopodes et quelques échinoïdes.

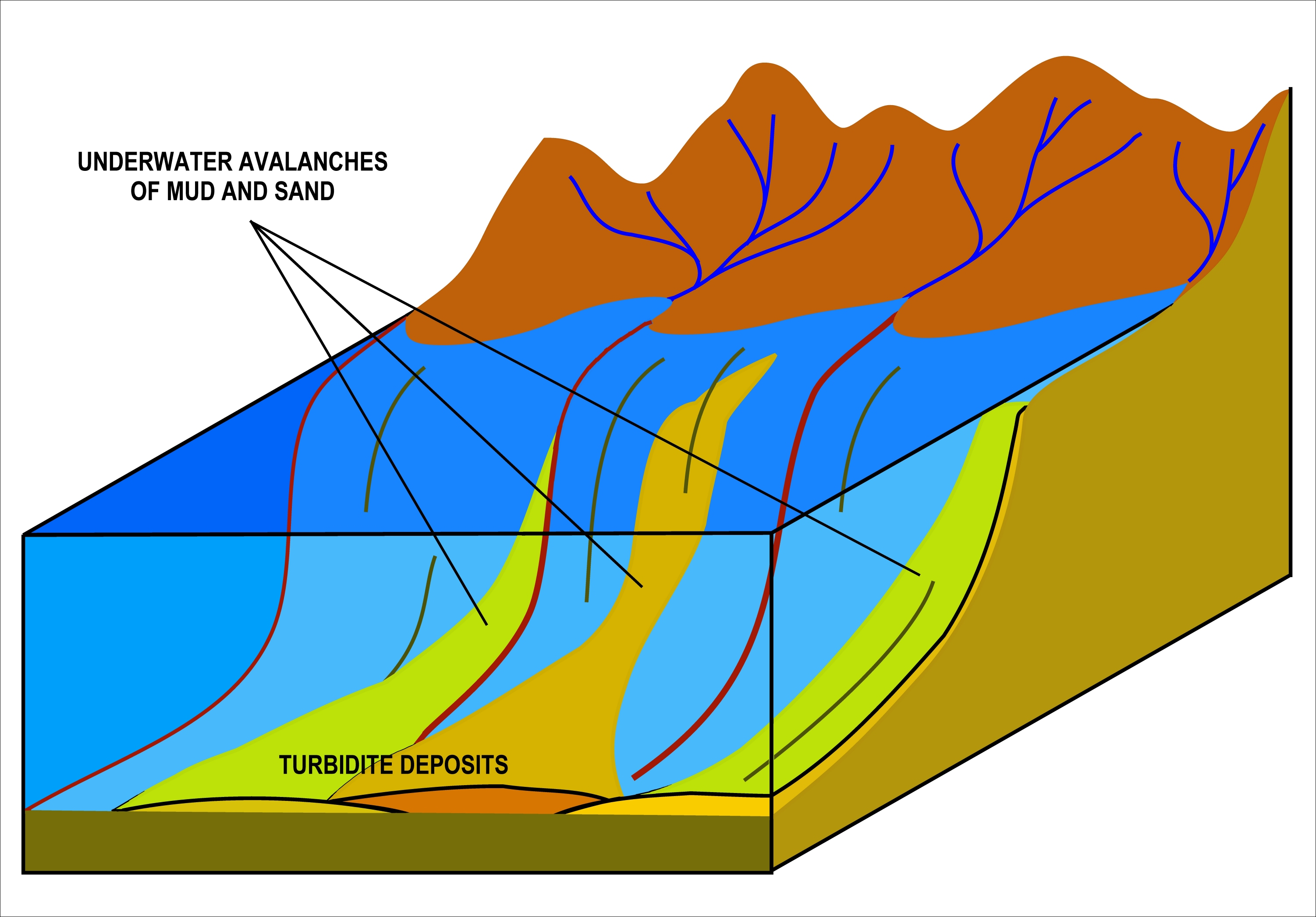
Les turbidites se déposent dans les eaux profondes au pied des escarpements des boucliers continentaux et des structures similaires des lacs profonds ; c'est ce qui s'est produit dans le sud-ouest de la mer du Karoo il y a 300 millions d'années. Ces roches sédimentaires sont issues d'avalanches sous-marines de boue et de sable qui ont dévalé la pente raide des escarpements. Lors de l'accumulation, on trouve au plus bas le sable et les matériaux les plus grossiers, puis la boue et enfin les particules fines. La matière organique qui se trouve prise dans la turbidite, dans un milieu privé d'oxygène, se transforme en pétrole et en gaz.

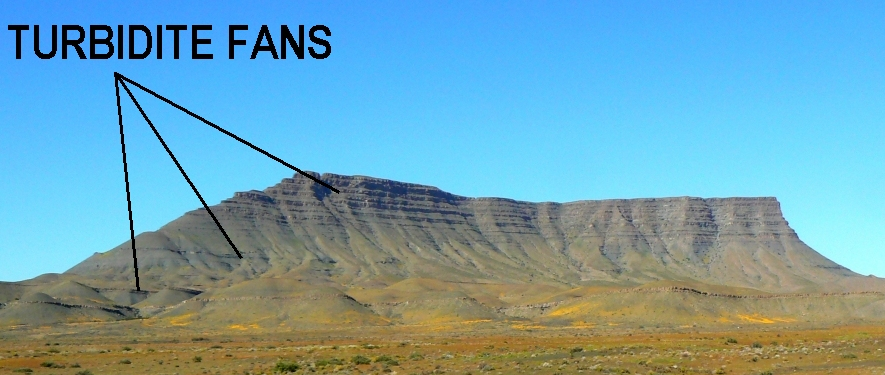
Montagne du groupe d'Ecca dans le parc national de Tankwa Karoo avec plusieurs cônes de déjection de turbidites, indiquant que la zone sud-ouest de la mer du Karoo était très profonde, avec des rivages abrupts. Les avalanches sous-marines étaient probablement déclenchées par les fréquents séismes accompagnant la formation de la ceinture plissée du Cap. Les dépôts de turbidites d'Ecca ne doivent pas être confondus avec les sills de dolérite du groupe du Drakensberg et du Lebombo qu'on trouve plus loin dans les terres. Les turbidites sont reconnaissables car la partie la plus basse de chaque couche tend à être composée de grès qui cède progressivement la place à la siltite, d'autant plus fine qu'on se rapproche du sommet de la couche.

Durant la période d'Ecca, le plateau des Falklands accoste et fusionne avec l'Afrique australe, formant une vaste chaîne de montagne au sud de la ceinture plissée du Cap ; cette nouvelle chaîne est comparable en taille à l'Himalaya. Le versant nord de ces montagnes plonge dans la mer du Karoo qui est profonde à cet endroit. Les séismes accompagnant la formation de la ceinture plissée du Cap déclenchent de fréquentes avalanches sous-marines, formant des cônes d'accumulation de turbidites qui sont, de nos jours, visibles dans la partie sud-ouest du Karoo,,. Les turbidites sont connues depuis longtemps pour contenir du pétrole : les avalanches sous-marines charrient souvent de la matière organique, en particulier à proximité des estuaires, laquelle se retrouve piégée dans les accumulations anoxiques où elle se transforme en hydrocarbures, pétrole notamment. Les turbidites du groupe d'Ecca, dans le parc national de Tankwa Karoo et près de Laingsburg, dans le désert du Karoo, ont été prospectées au début du XXIe siècle par des géologues et des compagnies pétrolières qui y ont trouvé de riches et accessibles gisements de pétrole et de gaz. Le nord-est du bassin d'Ecca est riche en charbon, tandis que sa partie sud-ouest l'est en pétrole.

### Groupe de Beaufort

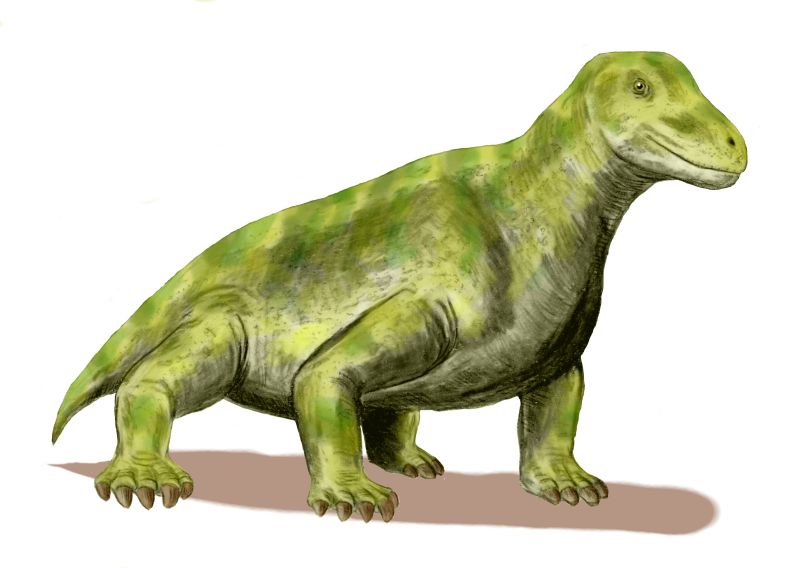
Moschops était un reptile mammalien du Permien d'Afrique du Sud.

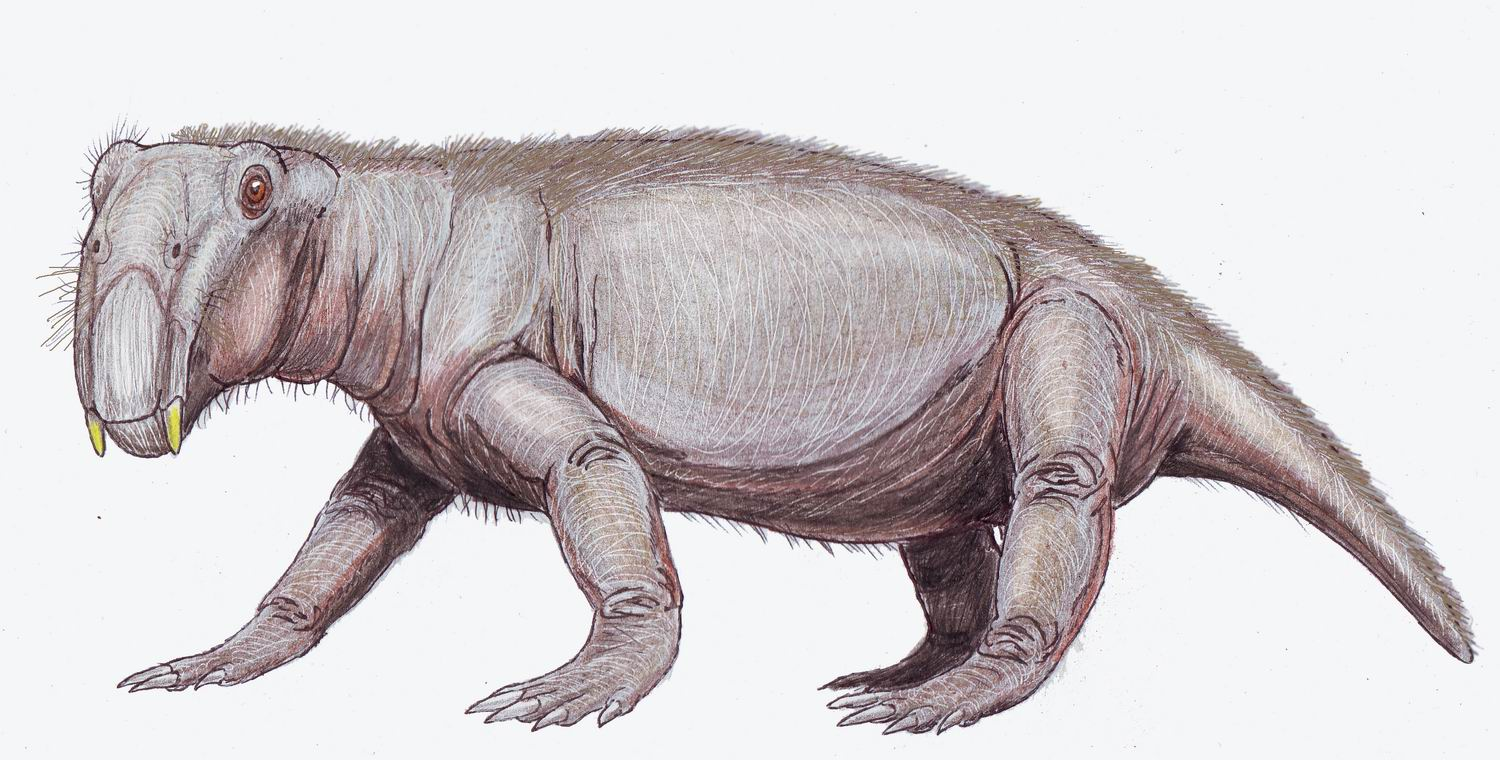
Lystrosaurus était le synapside le plus commun juste après l'extinction Permien-Trias.

Avec la formation du plateau des Falklands et de la ceinture plissée du Cap, les rivières du sud deviennent les plus importantes en matière d'apport de sédiments dans la mer du Karoo, laquelle commence à s'assécher. Les hauts-plateaux du nord de la mer du Karoo sont, à ce moment, nivelés par l'érosion et commencent à être recouverts de nouveaux sédiments. Plusieurs cours d'eau, semblables au Mississippi, coulent dans la zone asséchée du sud du bassin du Karoo, créant de nouveaux habitats pour une faune et une flore diversifiées. Les dépôts terrestres laissés par ces cours d'eau donnent naissance au « groupe de Beaufort ». Il est composé d'une séquence continue de shales et de mudstones avec quelques grès lenticulaires intercalés. Le groupe de Beaufort est riche en reptiles et, dans une moindre mesure, en restes d'amphibiens. Il y a pléthore de fossiles de reptiles carnivores et herbivores. Le groupe de Beaufort est réputé pour sa richesse en reptiles mammaliens (thérapsides, synapsides), qui témoigne d'une étape de l'évolution des reptiles vers les mammifères,. Les herbivores les plus abondants sont les anomodontes, dont les formes les plus primitives sont connues uniquement grâce au groupe de Beaufort. Les dinocéphales (« terrible tête »), ainsi nommés à cause de leurs épais os craniens qui leur servaient sans doute pendant les combats territoriaux, sont, avec leur corps de 3 m de long, les plus grands animaux à vivre à cet endroit.
Durant la séquence de sédimentation, de six kilomètres d'épaisseur, du groupe de Beaufort, intervient l'extinction massive du Permien-Trias qui éradique 96 % des espèces vivant à cette époque. Quelques représentants du genre Lystrosaurus sont les seuls reptiles mammaliens à survivre à cette extinction. Cet évènement est clairement visible dans les roches du groupe de Beaufort. Les sédiments déposés après ce moment ont tendance à être plus grossiers que ceux qui les ont précédés, probablement en raison d'une immersion massive de la végétation, laquelle avait protégé le sol de l'érosion. Cette strate, faite majoritairement de grès, est appelée « formation de Katberg » ; son épaisseur est d'un kilomètre. Avec le temps, les dépôts du groupe de Beaufort deviennent, de nouveau, composés de roches à grains de plus en plus fins, ce qui indique probablement la restauration d'un couvert végétal plus important, s'accompagnant, à la fin du Trias et au début du Jurassique, de l'apparition de nombreuses nouvelles espèces, dont les dinosaures et les mammifères véritables.

### Groupe de Stormberg

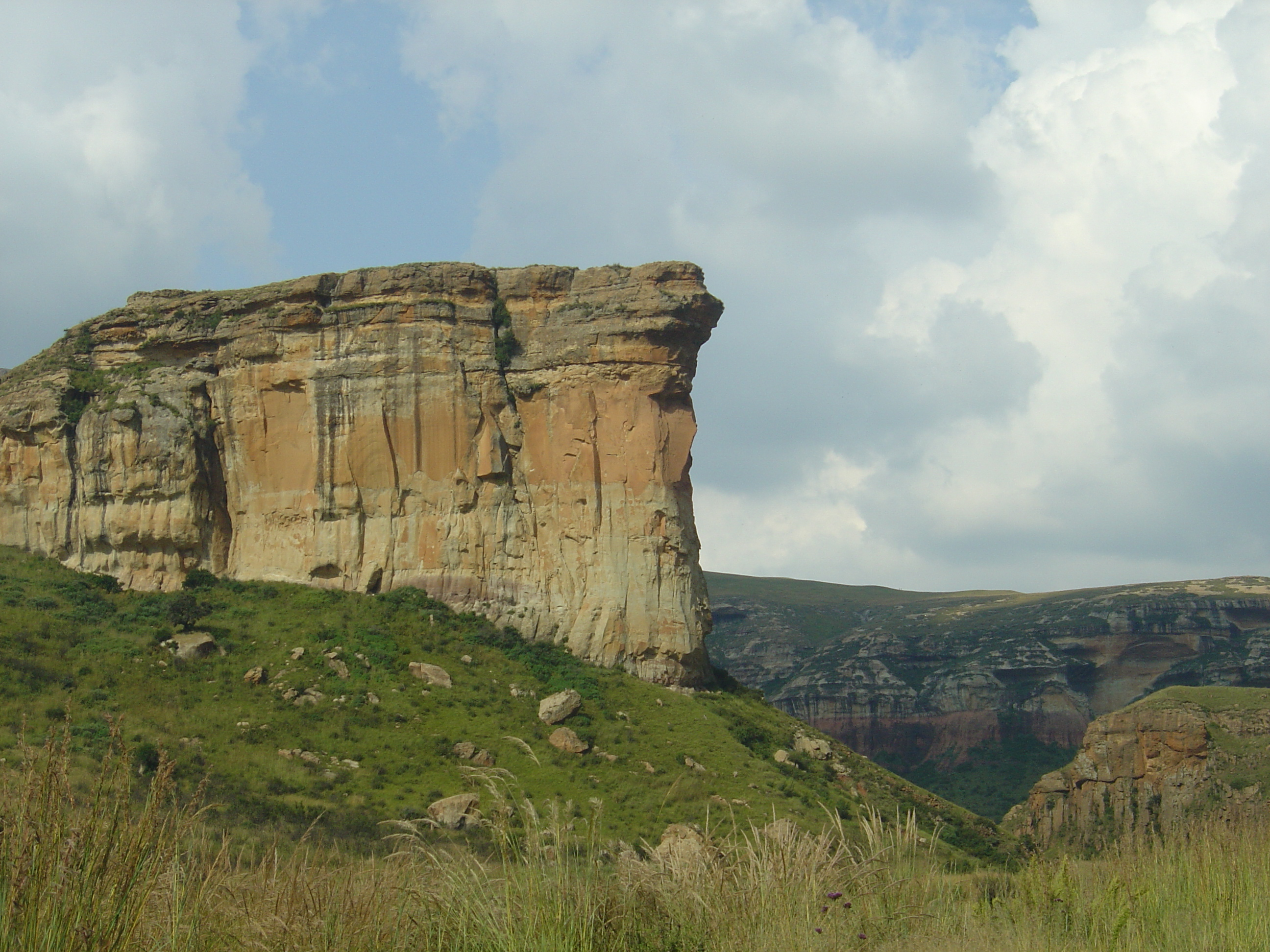
L'« éperon du Brandwag » (Brandwag Rock ou Sentinel, Brandwag signifiant « sentinelle » en afrikaans), dans le parc national des Golden Gate Highlands, est fait de grès appartenant à la « formation de Clarens ». La teinte jaunâtre du rocher est typique des roches de la formation de Clarens.

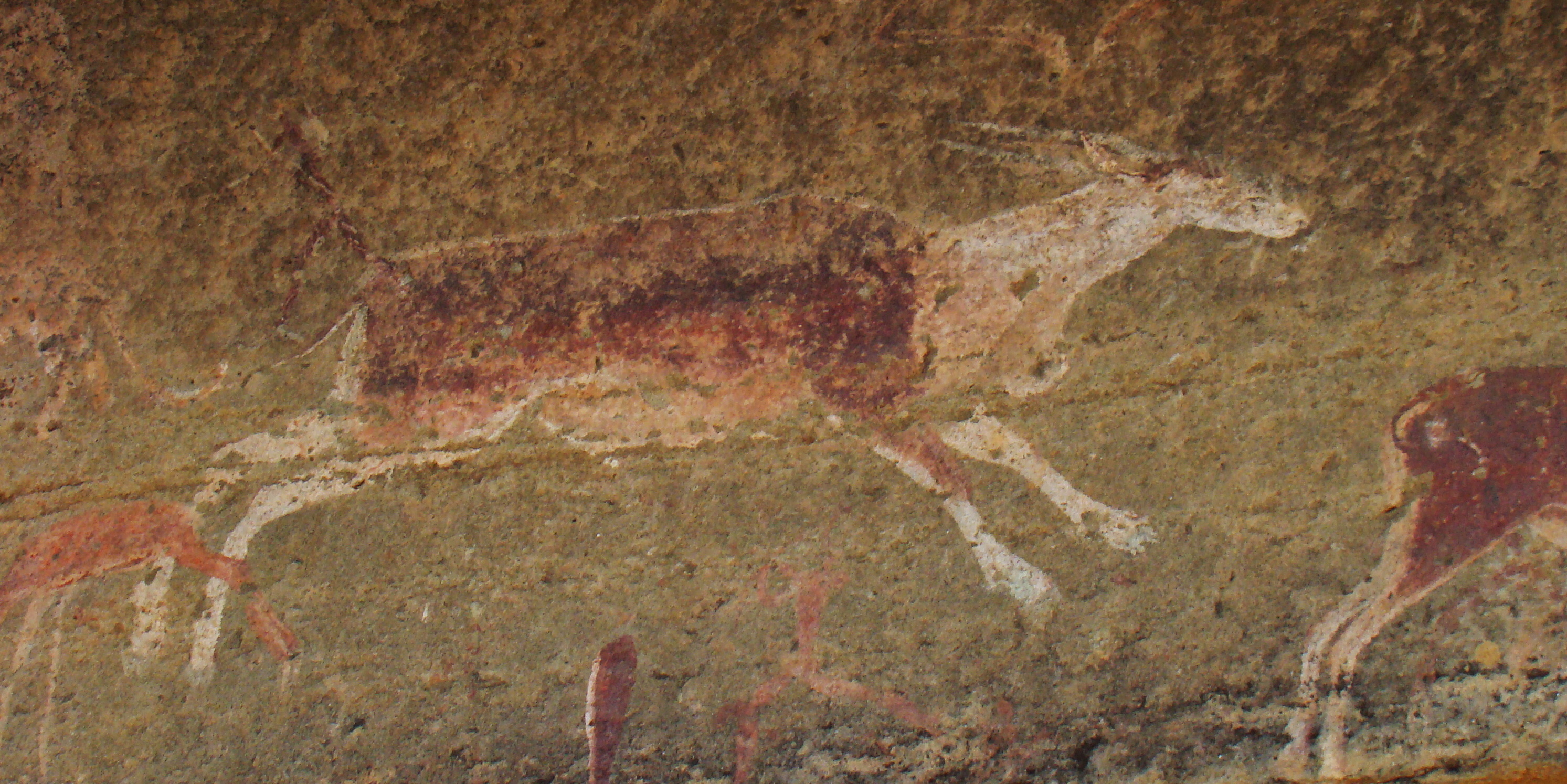
Peinture pariétale san, représentant un éland dans une grotte du parc du Drakensberg au KwaZulu-Natal, près de la frontière avec le Lesotho.

À l'occasion de la dérive du Gondwana vers le nord, l'environnement de la zone qui deviendra l'Afrique australe devient de plus en plus chaud et aride. Les grès deviennent les roches majoritaires. Cependant, il y a, dans quelques endroits, suffisamment d'eau pour former des marécages qui donneront des gisements de charbon, quoique de faible qualité,. Le paysage ressemble probablement à celui de l'actuel désert du Kalahari, avec des cours d'eau semblables au fleuve Orange ou au Nil, permettant localement l'implantation d'une faune et d'une flore triasiques. Le « groupe de Stormberg » contient les plus anciens fossiles de dinosaures d'Afrique du Sud. Il contient également les restes du Megazostrodon, qui ressemble à une musaraigne, le plus ancien mammifère d'Afrique. Une remarquable variété de fossiles d'insectes et de plantes se retrouve dans certaines strates.
Les strates supérieures du groupe de Stormberg se déposent sans doute à une époque où les conditions sont similaires à celles qui règnent dans l'actuel désert du Namib. Le désert de l'époque est probablement aussi vaste que l'actuel Sahara ; il s'étend vers le nord, depuis la ceinture plissée du Cap, sur plusieurs milliers de kilomètres, couvrant ainsi une large partie du Gondwana. Seul un petit reste de cette formation massive se retrouve en Afrique du Sud, près de l'actuel Lesotho. Cette formation était auparavant connue sous le nom de « grottes de grès », car l'érosion éolienne a creusé des grottes peu profondes dans les falaises de grès. Ces grottes furent utilisées par les San, lesquels décorèrent leurs parois avec des peintures. De nos jours, les « grottes de grès » sont appelées « formation de Clarens ».
Le plus ancien embryon de dinosaure connu est découvert dans la formation de Clarens en 1978,. Les œufs découverts datent du Trias (220 à 195 Ma) et contiennent des squelettes fœtaux de Massospondylus, un dinosaure prosauropode. D'autres œufs ont été trouvés ensuite dans le parc national des Golden Gate Highlands ainsi que d'autres fossiles, dont ceux d'un cynodonte, un petit spécimen de Thecodontia ainsi que des dinosaures semblables à des oiseaux et à des crocodiles,.

### Groupes du Drakensberg et du Lebombo

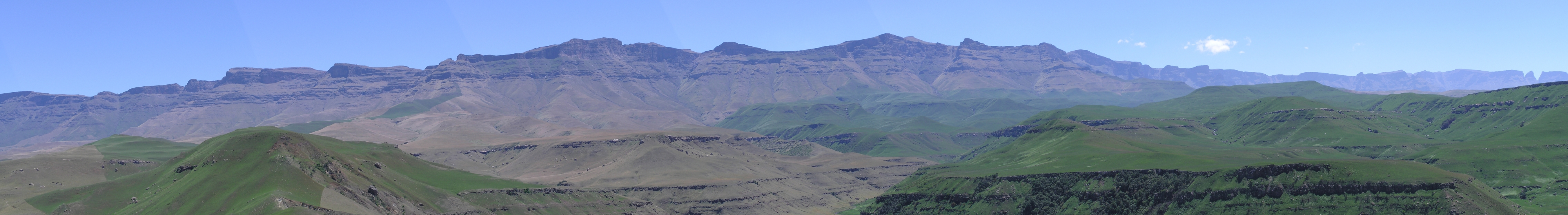
Panorama du Drakensberg, près de la frontière entre le KwaZulu-Natal et le Lesotho. La couche supérieure de cette partie du grand escarpement est composée des laves du Drakensberg, épaisses de 1.4 km, lesquelles reposent sur les roches de la formation de Clarens.

Il y a 182 Ma, la partie du Gondwana qui constitue l'actuelle Afrique passe au-dessus du point chaud de l'île Bouvet,, ce qui cause la rupture de la croûte terrestre sous le supergroupe du Karoo ; cela libère d'énormes volumes de lave basaltique qui s'épanchent sur le désert de Clarens, couvrant presque toute la zone correspondant à l'Afrique australe actuelle ainsi que d'autres parties du Gondwana. La couche de lave qui s'accumule au fil des éruptions fait jusqu'à 1,6 km d'épaisseur, notamment à l'est, là où se situe l'actuel Lesotho. Ce déversement massif de lave met brutalement fin au phénomène de sédimentation dans le Karoo,.
Le nom de « groupe du Drakensberg » vient du fait que cette couche forme la partie supérieure, épaisse à cet endroit de 1,4 km, du grand escarpement, situé à la frontière du KwaZulu-Natal et du Lesotho, connu aussi comme la chaîne de montagnes du Drakensberg. En fait, stricto sensu, Drakensberg désigne la totalité des 1 000 km du grand escarpement, alors que seulement un tiers de celui-ci est surmonté par les laves.
Le magma s'épanche le long de failles, créant parfois des « cônes d'éclaboussures » (petits cônes volcaniques, typiquement de 1 à 10 m de hauteur, formés par la chute de scories non complètement solidifiées), mais les volcans typiques sont rares. Chaque flot de lave fait entre 10 et 20 m d'épaisseur. Ces flots s'empilent en une rapide succession qui dure 2 millions d'années, formant une couche continue de lave de 1 à 1,6 km d'épaisseur. Tout le magma n'atteint cependant pas la surface, une partie s'infiltre, sous haute pression, entre les couches horizontales des roches du groupe de Beaufort et d'Ecca. Lorsque ce magma se solidifie, il forme de multiples sills de dolérite, à diverses profondeurs, dans les sédiments du sud et du sud-ouest du Karoo. Ces sills varient en épaisseur de quelques centimètres à plusieurs centaines de mètres.
Cette effusion magmatique coïncide avec la surrection de la partie du Gondwana correspondant à l'Afrique australe, et à la formation de vallées de rifts le long de ce qui va devenir la bordure maritime du sous-continent. Au fur et à mesure que ces vallées s'élargissent, elles sont envahies par les eaux, formant le proto-océan Indien et le proto-océan Atlantique, tandis que le Gondwana se fragmente, se séparant en continents qui correspondent à l'Amérique du Sud, l'Afrique, l'Antarctique, l'Australie, l'Inde, Madagascar et l'Arabie,.
En étroite relation avec cette fracturation, un épisode d'effusion basaltique se produit le long de ce qui est aujourd'hui la frontière entre le Mozambique et l'Afrique du Sud, pour former les monts Lebombo ; il s'agit d'une violente extrusion de lave de plus de 4,8 km d'épaisseur. Alors que les couches de lave du Drakensberg sont pratiquement horizontales, celles du Lebombo plongent vers l'est, ce qui fait qu'il est difficile de déterminer à quel point la lave s'est propagée latéralement,,.

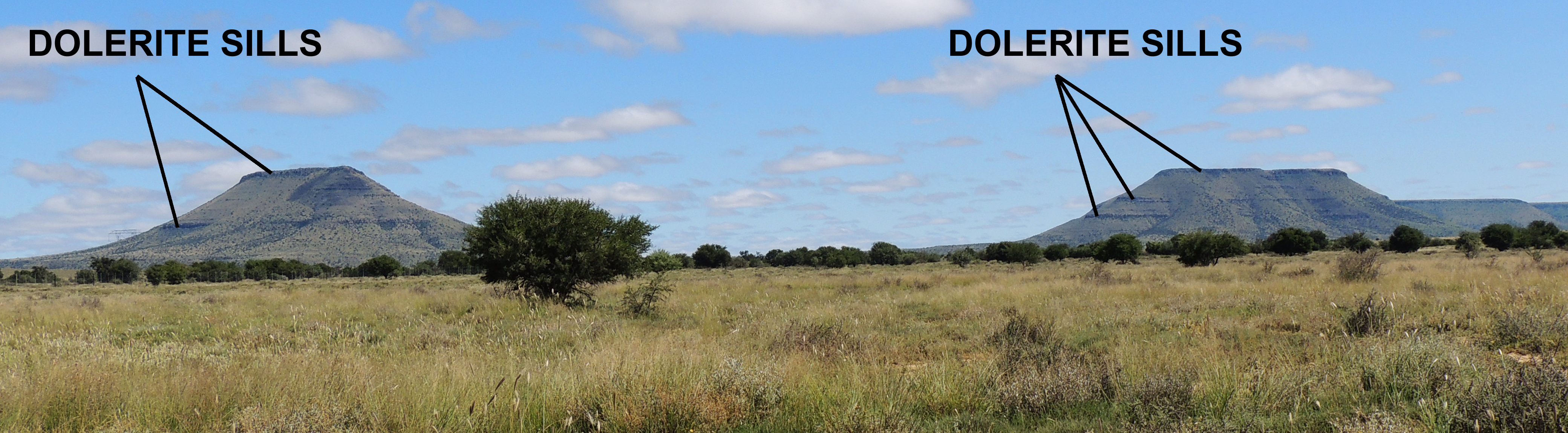
Un kopje (koppie) typique avec son sommet plat, dans la région de Cradock. Les sills de dolérite sont plus durs et donc plus résistants à l'érosion que les shales du groupe de Beaufort à l'intérieur desquels ils se sont épanchés, ce qui donne aux collines un aspect caractéristique avec leur sommet plat et leurs pentes étagées.

Avec la surrection de l'Afrique australe, commence une phase d'érosion massive, laquelle enlève plusieurs kilomètres d'épaisseur au sol africain. Presque toutes les laves du Drakensberg sont érodées, laissant quelques restes au Lesotho, plusieurs parcelles dans la plaine des Springbok Flats, au nord de l'Afrique du Sud, et les monts Lebombo le long de la frontière avec le Mozambique. Une fois la dure couche de lave érodée, les sédiments du Karoo, plus tendres, s'érodent encore plus rapidement. Les sills de dolérite résistent à l'érosion, protégeant les shales plus tendres des groupes de Beaufort et d'Ecca qui se trouvent en-dessous d'eux. Cela crée de nombreuses collines à sommet plat, connues sous le nom de Karoo Koppies, koppie étant le mot afrikaans pour « colline ». Elles sont des icônes du Karoo et, par extension, des paysages d'Afrique du Sud. Les dykes (fissures verticales) qui ont amené la lave à la surface se présentent aujourd'hui comme des crêtes linéaires s'étendant largement au travers du Karoo.

### Période ultérieure
L'érosion continue de l'Afrique australe durant les derniers 180 millions d'années font que les roches plus récentes que celles du groupe du Drakensberg sont pratiquement inexistantes à l'intérieur de la zone. Certains des matériaux érodés ont été piégés dans la ceinture plissée du Cap, au sud, durant le Crétacé, et constituent la « formation d'Enon (en) » ; des dépôts similaires existent près de la côte du KwaZulu-Natal, au nord de Richard Bay. En dehors de cela, il n'existe que quelques traces, essentiellement sous forme de sable, des dépôts sédimentaires récents en Afrique du Sud.

### Hors Afrique du Sud
En Zambie, au Zimbabwe et au Mozambique, le supergroupe du Karoo se divise de la manière suivante (du plus ancien au plus récent) :
- le groupe du bas-Karoo (en), qui comprend le groupe Dwyka, celui de Hwange (Zimbabwe)/Siankondobo (Zambie) et la formation de Madumabisa[26] ;
- le groupe du haut-Karoo (en), qui comprend l'Escarpment Grit (en) (bassins du Limpopo et du moyen-Zambèze)[27] et la formation gréseuse d'Angwa (en) (dans les bassins du Mana Pools et du Cabora Bassa)[28], surmonté par la formation de Pebbly Arkose (en), la Forest Sandstone Formation (en) et par les basaltes de Batoka[29].

### Traduction
- (en) Cet article est partiellement ou en totalité issu de l’article de Wikipédia en anglais intitulé « Karoo Supergroup » (voir la liste des auteurs).